# Philippe Antoine de La Tour du Pin Gouvernet
Philippe Antoine Gabriel Victor Charles de La Tour du Pin Gouvernet (Souvent, 1723 – Parigi, 28 aprile 1794) è stato un generale francese, insignito dei titoli nobiliari di marchese di La Tour du Pin e conte di Charolais e decorato con la Croce di Cavaliere dell'Ordine di San Luigi. Ufficiale veterano della guerra di successione austriaca e della guerra dei sette anni, distintosi in numerosissime battaglie, fu due volte membro dell’Assemblea dei notabili e lavorò presso gli stati maggiori del Duca di Penthièvre e del Principe di Condé. Dopo lo scoppio della rivoluzione francese non emigrò preferendo rimanere in Patria.

## Biografia

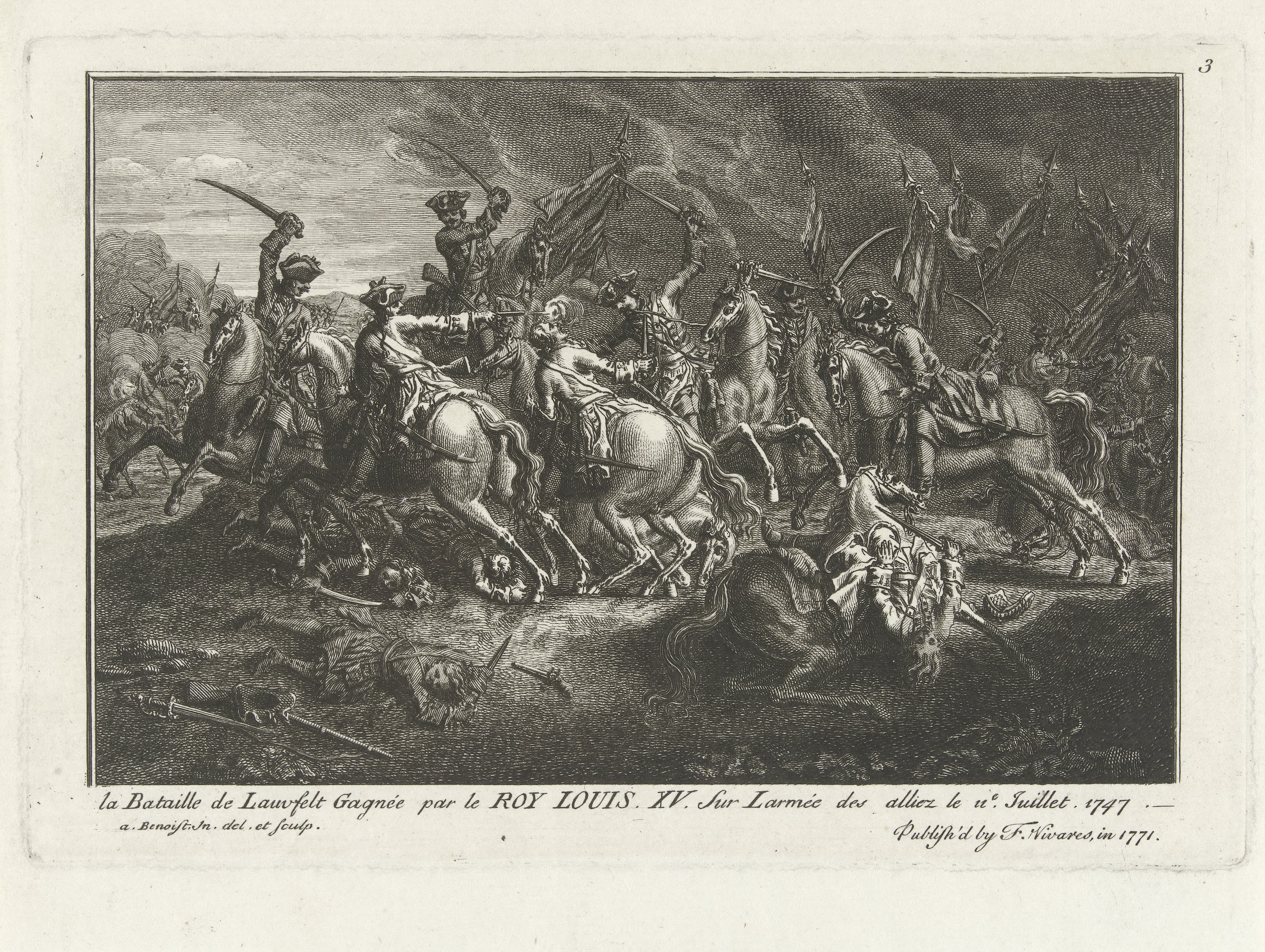
Dipinto della battaglia di Lauffeldt conservato presso il Rijksmuseum di Amsterdam.

Nacque nel castello della Colombiére, sito a Souvent, nella Champagne, nel 1723, figlio di Jacques Philippe Auguste de La Tour du Pin, marchese di Charce. Arruolatosi come moschettiere nell’esercito reale nel corso del 1736, fu promosso capitano nel reggimento di cavalleria d’Anjou il 24 aprile 1738, all’atto della dimissione dal servizio di suo padre. Alla testa della sua Compagnia, assegnata all’armata delle Fiandre, si distinse in alcune operazioni difensive nel 1742, passando poi in servizio presso l’armata della Baviera tra il giugno e il luglio 1743. Operò successivamente nel settore del basso Reno per il resto della campagna militare, partecipando nel 1744 alla riconquista di Weissenburg, allo scontro di Lautern, a quello di Haguenau, e all’assedio di Friburgo. Con l’armata del Basso Reno nel 1745 prese parte all’assedio di Mons, e nel 1746 alla battaglia di Roucoux. Il 24 settembre dello stesso anno, in considerazione dei meriti acquisiti, fu fatto governatore di Nyons e il 19 ottobre successivo ricevette il comando di un reggimento di fanteria che portava il suo nome. prendendo parte a numerose battaglia nelle Fiandre, combattute nel corso del 1747, distinguendosi nell’assedio ai forti di Perle, di Issendick, di Lickfkenhoesk, di Zandberg, di Hulst, arresosi l’11 maggio, di Philippine e di Axel, che si arresero il 16 maggio. Con la conquista di Hulst ricevette la Croce di Cavaliere dell’Ordine di San Luigi. Partecipò con successo alla Battaglia di Lauffeldt, attaccando alla baionetta, alla testa del suo reggimento, la colonna che cercava di rifornire Lauffeldt, conquistando poi la città, e quindi si distinse nell’assedio di Bergen op Zoom. Nei primi giorni dell’aprile 1748 prese parte all’assedio di Maastricht.
Dopo la firma della pace di Aix-la-Chapelle per i suoi meriti, il 15 ottobre 1749 a Versailles, ricevette il titoli di governatore e luogotenente generale delle provincie del Maine e della Perche e della contea di Laval, e di governatore particolare della città di Mans, assumendo tali incarichi dopo il giuramento prestato il 15 marzo 1750.

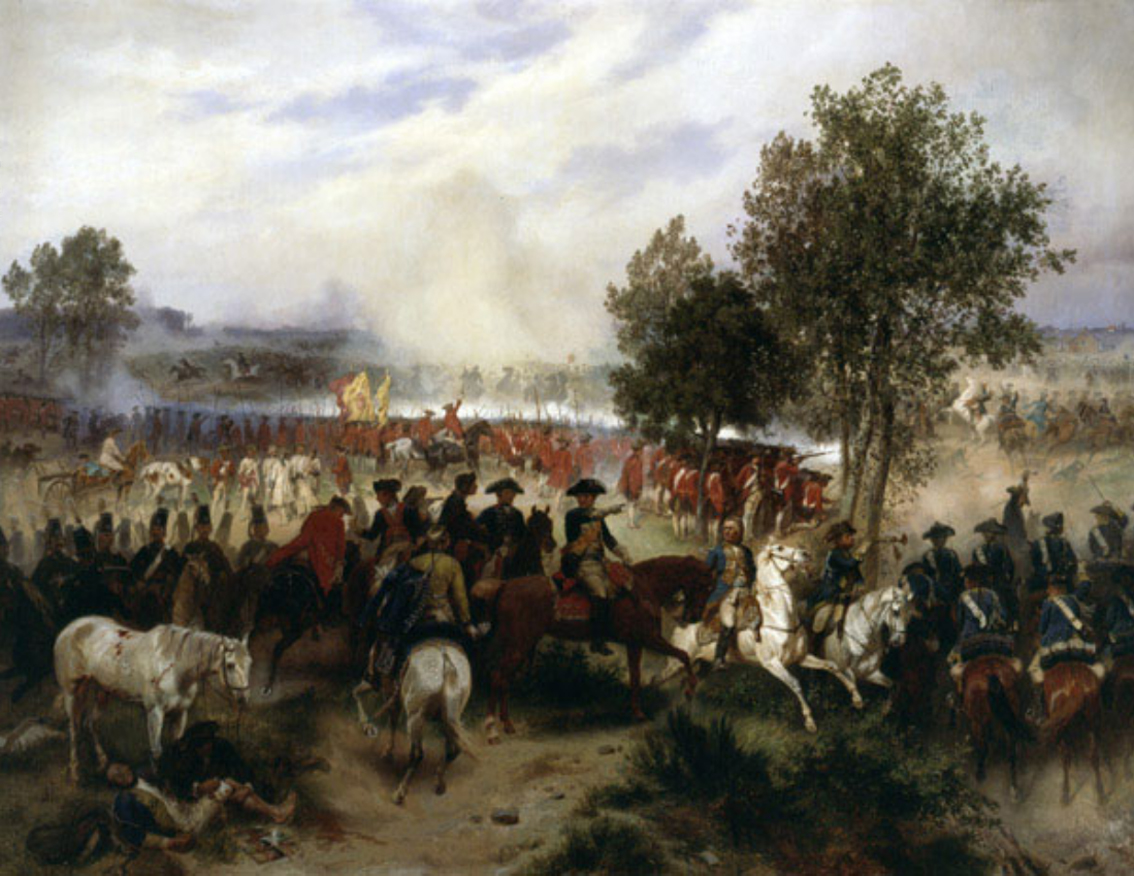
La battaglia di Krefeld in un dipinto di Emil Hünten.

Nel 1756, dopo lo scoppio della guerra dei sette anni, il suo reggimento fu assegnato all'Armée dell'Allemagne, entrandovi in servizio il 25 agosto. L’armata, al comando del Maresciallo di Francia Louis Charles César Le Tellier vinse la battaglia di Hastenbeck incominciando le operazioni per impadronirsi dell’elettorato di Hannover. A causa degli intrighi di corte Le Tellier fu sostituito dal parigrado Louis François Armand de Vignerot du Plessis de Richelieu, che portò a termine l’invasione, tanto che il 10 settembre a Klosterzeven gli inglesi ed i francesi siglarono la Convenzione di Klosterzeven che assicurò l'immediata fine delle ostilità. Riunitasi l’armata di de Richelieu con le forze del principe Carlo di Rohan-Soubise,  le forze combinate francesi e austriache avanzarono su Erfurt, ma a Roßbach  (5 novembre 1757) furono sconfitte dall’armata prussiana al comando di Federico II di Prussia, e ciò determinò la ripresa delle ostilità sul fronte dell’Hannover, con le forze anglo-hannoveriane al comando di un generale prussiano, Ferdinando di Brunswick-Wolfenbüttel.  Tale fatto portò allo sostituzione di de Richelieu con Luigi di Borbone-Condé ma non impedì la sconfitta francese e l’evacuazione dell’Hannover, con l’armata costretta a oltrepassare il Reno a Wesel il 1 aprile 1758. Passato a sua volta il Reno presso Emmerich, l’esercito hannoveriano di Brunswick-Wolfenbüttel sconfisse quello francese a Krefeld il 23 giugno. Distintosi particolarmente in questa battaglia, quando il suo reggimento rimase per cinque ore sotto il fuoco dell’artiglieria nemica, il 22 luglio fu promosso brigadiere, terminando la campagna militare sotto gli ordini del marchese di Contades, poi sostituito dal conte di Clermont, che costrinsero l’esercito hannoveriano a ripassare il fiume Reno, abbandonando i territori francesi il 10 agosto.
Nel 1759 partecipò, in forza all’armata del Meno, alla battaglia di Berghen (aprile) oltrepassando nuovamente il Reno per catturare le città di Cassel e Minden, e alla successiva battaglia di Minden (1 agosto).

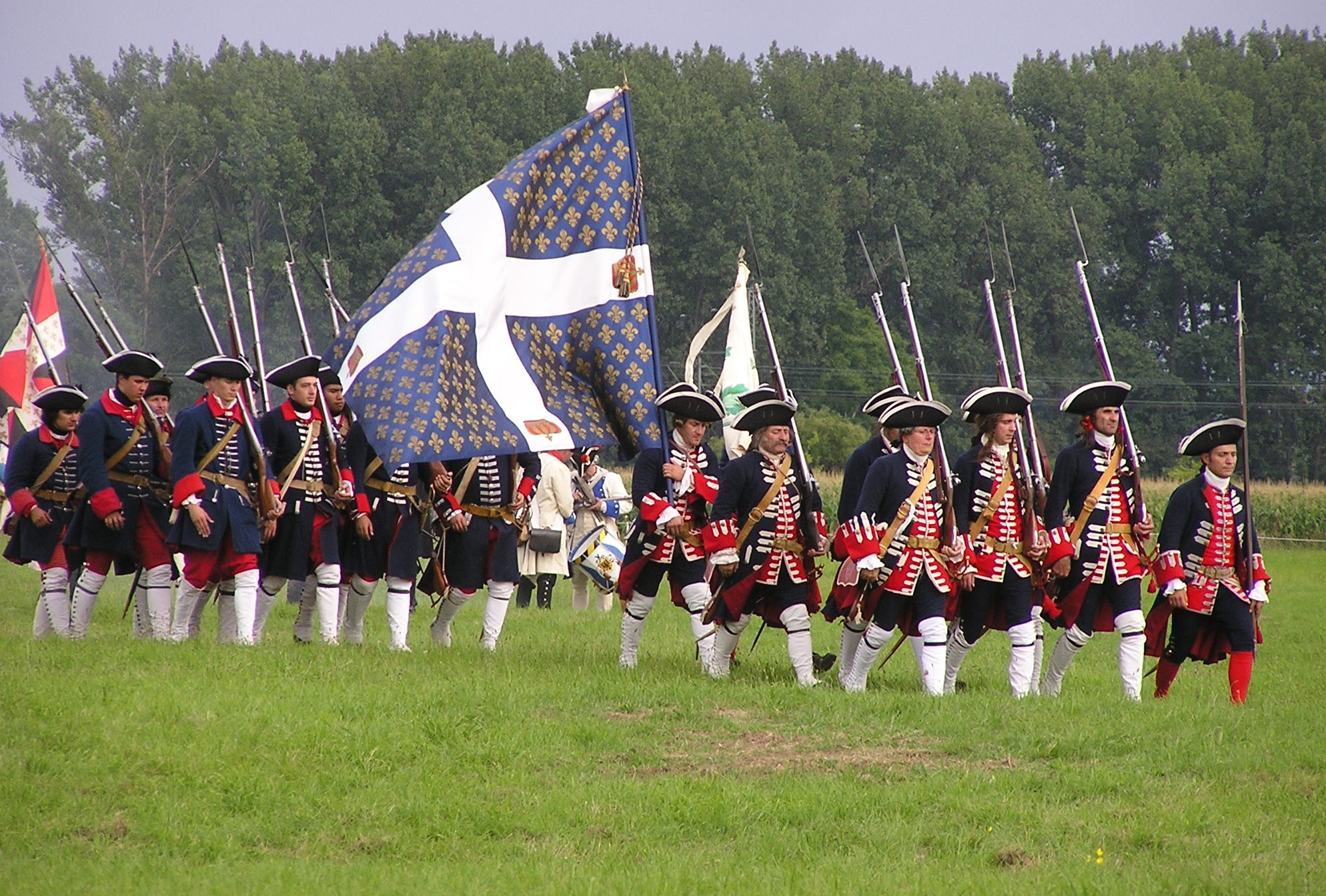
Fanteria francese in avanzata durante la rievocazione del 250º anniversario della battaglia di Minden.

Il 20 febbraio 1761 fu promosso maresciallo di campo in forza all’Armée dall’Allemagne, distinguendosi poi nel combattimento di Filinghausen e in quello di Roxel (30 agosto). Il 1 maggio 1762, su ordine del Re, prese servizio in forza all’armata inviata in Spagna agli ordini del principe di Beauvau, rimanendovi fino al termine della guerra. Promosso luogotenente generale di Borgogna nell’aprile 1765, divenne conte di Charolais e comandante in capo delle provincie di Borgogna, Bresse, Bugey, Valromey, dei paesi di Gens e del principato di Dombes, prestando giuramento il 28 dello stesso mese.  Il 1 marzo 1780 fu elevato al rango di luogotenente generale delle armate del re, divenendo membro dell’assemblea dei notabili e dell’ufficio del Duca di Penthièvre nel 1787. L’anno successivo divenne membro della seconda assemblea dei notabili e dell’ufficio del Principe di Condé, dopo lo scoppio della rivoluzione francese non emigrò preferendo rimanere in Patria.
Durante il processo  a Maria Antonietta, incominciato il 14 ottobre 1793, testimoniò in favore della regina, cosa che non fu apprezzata dal pubblico accusatore del tribunale rivoluzionario Antoine Quentin Fouquier-Tinville. Arrestato nella sua casa situata nei pressi delle Tuileries, fu condannato a morte dal tribunale rivoluzionario e ghigliottinato a Parigi il 28 aprile 1794, insieme a suo cugino, anch’egli generale ed ex Ministro della guerra, Jean-Frédéric de La Tour du Pin Gouvernet.

### Annotazioni
1. ↑  Divenuto poi reggimento del Béarn.
2. ↑  In sostituzione del duca di Bouteville.
3. ↑  L'esercito francese lasciò sul campo di battaglia 7.000 morti.

### Fonti
1. 1 2 3 4 5 6 7 8  de Courcelles 1823, p. 310.
2. 1 2 3 4 5  de Courcelles 1823, p. 311.
3. 1 2 3  de Courcelles 1823, p. 312.
4. 1 2 3 4 5 6 7 8 9  de Courcelles 1823, p. 313.
5. 1 2 3 4 5 6  de Courcelles 1823, p. 314.
6. 1 2  de Courcelles 1823, p. 315.
7. ↑  de Courcelles 1823, p. 316.
8. 1 2 3 4  de Courcelles 1823, p. 317.
9. 1 2  de Courcelles 1823, p. 318.
10. 1 2  de Chilly 1909, p. 366.
11. ↑  de Chilly 1909, p. 365.
12. ↑  de Chilly 1909, p. 369.